# 顾元宪
顾元宪（1954年7月—2005年5月30日），男，辽宁大连人，中国工程力学专家，大连理工大学工程力学系教授，中国共产党党员。中华人民共和国教育部首批长江学者特聘教授，全国先进工作者、全国五一劳动奖章获得者。

## 生平
1997年任大连理工大学工程力学研究所副所长，1996年至2005年任大连理工大学工程力学系主任。
2005年5月30日在巴西出席国际会议时心脏病突发去世，年仅51岁。

## 身后
- 其事迹获得中国内地官方和媒体的宣传和报道。[3][4][5][6]